# Dugi Otok
A Dugi Otok (olaszul Isola Lunga, am. hosszú sziget, magyarul Dugi-szigetként is ismert) sziget az Adriai-tengeren, Horvátországban, Dalmáciában, Zára megyében, Sali községben (járásban). 115 km² területével a Zárai-szigetvilág legnagyobbika.

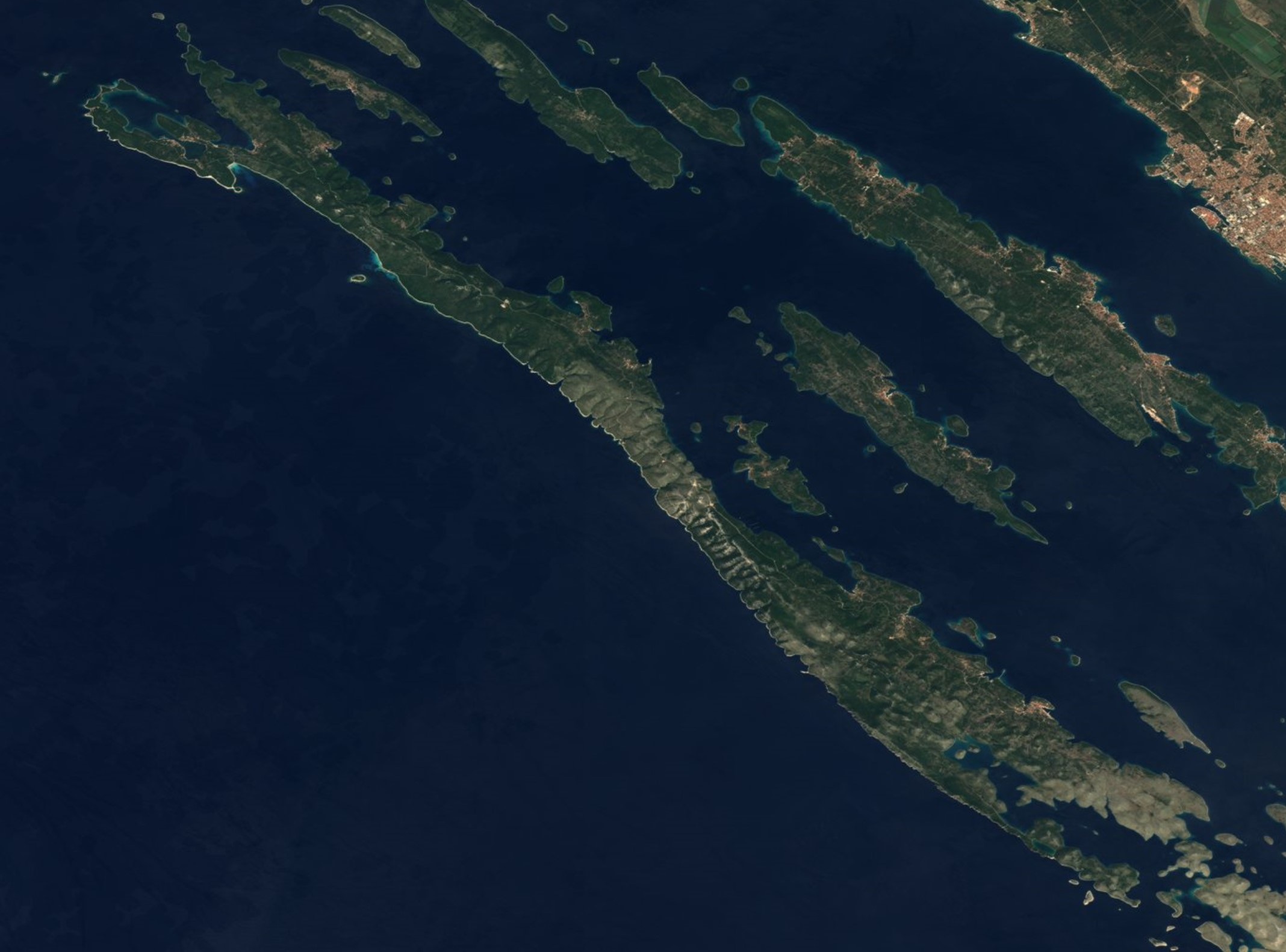
Műholdkép

Az észak-dalmát szigetvilág szélén helyezkedik el, ÉNY-DK-i irányban hosszan elnyúlva, a szárazföld partvonalát követve. Hossza több mint 52 km és a szélessége csak néhol éri el a 4 km-t. Északnyugati végén található a Čuna-öböl, a délkeletin pedig a Telašćica-öböl. A sziget legmagasabb csúcsa a 338 méter magas Vela Straža. Éghajlata enyhe mediterrán.
A délkeleti félszigetén lévő sós vizű Mir-tó hosszúsága mintegy 900 méter, a szélessége 300 méter, legmélyebb pontján a vízmélység pedig eléri a 6 métert.
A sziget északnyugati részen található a Sakarun-öbölben a Sakarun strand.

## Települések
| Település            | Népesség (fő, 2021) |
| -------------------- | ------------------- |
| Božava               | 118                 |
| Brbinj               | 70                  |
| Dragove              | 18                  |
| Luka                 | 124                 |
| Sali (községközpont) | 1746                |
| Savar                | 35                  |
| Soline               | 59                  |
| Veli Rat             | 91                  |
| Verunić              | 54                  |
| Zaglav               | 171                 |
| Žman                 | 225                 |